# Тхеквондо на літніх Олімпійських іграх 2024
Змагання з тхеквондо на літніх Олімпійських іграх 2024 пройшли з 7 по 10 серпня 2024 року у Великому палаці. Було розіграно 8 комплектів медалей: у чотирьох вагових категоріях для чоловіків і в чотирьох для жінок. Загальна кількість спортсменів яка візьме участь — 128, по 16 спортсменів у кожній ваговій категорії.

## Кваліфікація
Для тхеквондистів було виділено 128 квот (по 64 для чоловіків та жінок) у восьми вагових категоріях. Кожен НОК може отримати максимум вісім квот (по одному спортсмену в кожній ваговій категорії).
Розподіл квот розпочнеться 3 грудня 2023 року, коли Всесвітня федерація тхеквондо опублікує олімпійський кваліфікаційний рейтинг. Квоти отримають найкращі п'ять спортсменів у кожній ваговій категорії. 17 грудня квоти отримають найкращі спортсмени згідно з рейтингом турнірів Grand Slam. На початку 2024 року відбудуться континентальні кваліфікаційні турніри. Для Азії, Африки, Південної та Північної Америки, а також Європи буде розіграно по дві квоти, для Океанії — одна квота. 
НОК, який отримав дві квоти за рейтингом, не може бути заявленим на відповідний континентальний кваліфікаційний турнір, якщо не відмовиться від отриманих місць. Країна-господарка гарантовано отримає чотири квоти (по дві для чоловіків та жінок). Ще чотири квоти будуть розподілені згідно з рішенням Тристоронньої комісії.

## Розклад
| К | Попередні раунди, Чевертьфінали & Півфінали | Ф | Втішний раунд & Фінали |

| Дисципліна↓/Дата → | Ср 7 | Ср 7 | Чт 8 | Чт 8 | Пт 9 | Пт 9 | Сб 10 | Сб 10 |
| ------------------ | ---- | ---- | ---- | ---- | ---- | ---- | ----- | ----- |
| Чоловіки           |      |      |      |      |      |      |       |       |
| До 58 кг           | К    | Ф    |      |      |      |      |       |       |
| До 68 кг           |      |      | К    | Ф    |      |      |       |       |
| До 80 кг           |      |      |      |      | К    | Ф    |       |       |
| Понад 80 кг        |      |      |      |      |      |      | К     | Ф     |
| Жінки              |      |      |      |      |      |      |       |       |
| До 49 кг           | К    | Ф    |      |      |      |      |       |       |
| До 57 кг           |      |      | К    | Ф    |      |      |       |       |
| До 67 кг           |      |      |      |      | К    | Ф    |       |       |
| Понад 67 кг        |      |      |      |      |      |      | К     | Ф     |

## Медалісти

### Таблиця медалей
*   Країна-господарка (Франція)
| Місце               | NOC                 | Золото | Срібло | Бронза | Загалом |
| ------------------- | ------------------- | ------ | ------ | ------ | ------- |
| 1                   | Південна Корея      | 2      | 0      | 1      | 3       |
| 2                   | Іран                | 1      | 2      | 1      | 4       |
| 3                   | Узбекистан          | 1      | 1      | 0      | 2       |
| 4                   | Туніс               | 1      | 0      | 1      | 2       |
| 4                   | Франція*            | 1      | 0      | 1      | 2       |
| 6                   | Тайланд             | 1      | 0      | 0      | 1       |
| 6                   | Угорщина            | 1      | 0      | 0      | 1       |
| 8                   | Китай               | 0      | 1      | 1      | 2       |
| 9                   | Азербайджан         | 0      | 1      | 0      | 1       |
| 9                   | Велика Британія     | 0      | 1      | 0      | 1       |
| 9                   | Йорданія            | 0      | 1      | 0      | 1       |
| 9                   | Сербія              | 0      | 1      | 0      | 1       |
| 13                  | Італія              | 0      | 0      | 1      | 1       |
| 13                  | Бельгія             | 0      | 0      | 1      | 1       |
| 13                  | Болгарія            | 0      | 0      | 1      | 1       |
| 13                  | Бразилія            | 0      | 0      | 1      | 1       |
| 13                  | Данія               | 0      | 0      | 1      | 1       |
| 13                  | Канада              | 0      | 0      | 1      | 1       |
| 13                  | Кот-д'Івуар         | 0      | 0      | 1      | 1       |
| 13                  | Куба                | 0      | 0      | 1      | 1       |
| 13                  | США                 | 0      | 0      | 1      | 1       |
| 13                  | Туреччина           | 0      | 0      | 1      | 1       |
| 13                  | Хорватія            | 0      | 0      | 1      | 1       |
| Загалом (23 збірні) | Загалом (23 збірні) | 8      | 8      | 16     | 32      |

### Чоловіки
| Вагова категорія | Золото                       | Срібло                            | Бронза                          |
| ---------------- | ---------------------------- | --------------------------------- | ------------------------------- |
| до 58 кг         | Пак Те Чун · Південна Корея  | Гашим Магомедов · Азербайджан     | Сірьян Раве · Франція           |
| до 58 кг         | Пак Те Чун · Південна Корея  | Гашим Магомедов · Азербайджан     | Мохамед Халіль Джендубі · Туніс |
| до 68 кг         | Улугбек Рашитов · Узбекистан | Заїд Карім · Йорданія             | Лян Юшуай · Китай               |
| до 68 кг         | Улугбек Рашитов · Узбекистан | Заїд Карім · Йорданія             | Едівал Понтес · Бразилія        |
| до 80 кг         | Фірас Катуссі · Туніс        | Мегран Бархордарі · Іран          | Сімоне Алессіо · Італія         |
| до 80 кг         | Фірас Катуссі · Туніс        | Мегран Бархордарі · Іран          | Еді Грніч · Данія               |
| понад 80 кг      | Аріан Салімі · Іран          | Каден Каннінґем · Велика Британія | Рафаель Альба · Куба            |
| понад 80 кг      | Аріан Салімі · Іран          | Каден Каннінґем · Велика Британія | Шейк Салах Сіссе · Кот-д'Івуар  |

### Жінки
| Вагова категорія | Золото                           | Срібло                        | Бронза                     |
| ---------------- | -------------------------------- | ----------------------------- | -------------------------- |
| до 49 кг         | Паніпак Вонгпаттанакіт · Тайланд | Ґо Цин · Китай                | Мобіна Нематзаде · Іран    |
| до 49 кг         | Паніпак Вонгпаттанакіт · Тайланд | Ґо Цин · Китай                | Лена Стойкович · Хорватія  |
| до 57 кг         | Кім Ю Чін · Південна Корея       | Нагід Кіяні · Іран            | Скайлар Парк · Канада      |
| до 57 кг         | Кім Ю Чін · Південна Корея       | Нагід Кіяні · Іран            | Кімія Алізаде · Болгарія   |
| до 67 кг         | Вівіана Мартон · Угорщина        | Александра Перишич · Сербія   | Крістіна Тічаут · США      |
| до 67 кг         | Вівіана Мартон · Угорщина        | Александра Перишич · Сербія   | Сара Шаарі · Бельгія       |
| понад 67 кг      | Альтеа Лорен · Франція           | Світлана Осіпова · Узбекистан | Лі Да Бін · Південна Корея |
| понад 67 кг      | Альтеа Лорен · Франція           | Світлана Осіпова · Узбекистан | Нафія Куш · Туреччина      |